# 大專校院女子壘球聯賽
大專校院女子壘球聯賽（USL）前身為大專校院女子壘球錦標賽，現是中華民國大專院校最高級別的女子壘球聯賽，由中華民國大專院校體育總會主辦。

## 簡介
本聯賽前身為1987年創辦的大專校院女子壘球錦標賽，2021年改以聯賽方式舉辦，首屆賽事共有國立台灣師範大學、國立暨南國際大學、樹德科技大學、國立台灣體育運動大學及台北市立大學等5校球隊參賽。110學年度賽事於2021年11月1日在台中市萬壽棒球場展開，有新加入的國立高雄師範大學，賽事採三循環，2022年3月26至27日舉行四強賽，決定冠軍。

## 年度成績（改制後）
| 屆次      | 第一名   | 第二名   | 第三名   | 第四名   | 第五名   |
| --------- | -------- | -------- | -------- | -------- | -------- |
| 109學年度 | 暨南大學 | 台灣體大 | 北市大學 | 台灣師大 |          |
| 110學年度 | 暨南大學 | 北市大學 | 台灣師大 | 台灣體大 |          |
| 111學年度 | 暨南大學 | 台灣師大 | 北市大學 | 台灣體大 | 高雄師大 |
| 112學年度 | 暨南大學 | 北市大學 | 台灣師大 | 高雄師大 | 台灣體大 |
| 113學年度 | 暨南大學 | 北市大學 | 台灣體大 | 台灣師大 | 高雄師大 |

## 大專女子壘球聯賽個人獎項
99學年度錦標賽時期即頒發個人獎項，109學年度改制為聯賽也有頒發個人獎項

### 109學年度
教 練 獎：暨南大學，林佩君 教練

功 勞 獎：暨南大學，杜雅婷 選手

投 手 獎：暨南大學，陳靖瑜 選手

全壘打獎：暨南大學，林志霙 選手

打 擊 獎：

第一名：北市大學，陳詩婷 選手

第二名：暨南大學，林志霙 選手

第三名：暨南大學，馬文麗 選手

### 110學年度
教 練 獎：暨南大學，林佩君 教練

功 勞 獎：暨南大學，林紀紜 選手

投 手 獎：暨南大學，柯夏愛 選手（6勝）

全壘打獎：臺灣體大，陳安心 選手（4支）

打 擊 獎：

第一名：北市大學，林祈 選手（打擊率0.585）

第二名：臺灣師大，林晏婷 選手（打擊率0.564）

第三名：臺灣師大，楊安淇 選手（打擊率0.512）

### 111學年度
教 練 獎：暨南大學，林佩君 教練

功 勞 獎：暨南大學，柯夏愛 選手

投 手 獎：暨南大學，柯夏愛 選手（防禦率0.556）

全壘打獎：北市大學，邱鈺然 選手（2支）

打 擊 獎：

第一名：臺灣師大，楊安淇 選手（打擊率0.615）

第二名：臺灣師大，王芷聆 選手（打擊率0.575）

第三名：高雄師大，顏綺翾 選手（打擊率0.532）

### 112學年度
- 教練獎：暨南大學，林佩君 教練
- 功勞獎：暨南大學，柯夏愛 選手
- 投手獎：暨南大學，陳靖瑜 選手（防禦率0.677）
- 全壘打獎：暨南大學，葉貴萍 選手（6支）
- 打擊獎：

第一名：暨南大學，葉貴萍 選手（打擊率0.739）

第二名：暨南大學，林紀紜 選手（打擊率0.580）

第三名：臺灣體大，高沛均 選手（打擊率0.575）

### 113學年度
- 教練獎：暨南大學，林佩君 教練
- 功勞獎：暨南大學，王妤藍 選手
- 投手獎：暨南大學，吳佩怡 選手（防禦率0.794）
- 全壘打獎：臺北市大，李雨柔 選手（5支）
- 打擊獎：

第一名：暨南大學，葉貴萍 選手（打擊率0.649）

第二名：臺灣體大，蔡寶貝 選手（打擊率0.571）

第三名：臺灣體大，高沛均 選手（打擊率0.550）